# Carlos Corberán
Carlos Corberán Vallet (Cheste, 7 april 1983) is een Spaans voetbalcoach en voormalig voetballer. In december 2024 werd hij aangesteld als trainer van Valencia CF.

## Jeugd
Corberán was als kind als doelman actief bij Valencia CF, maar hij slaagde er niet in om door te breken. Op zijn achttiende ging hij bewegings- en sportwetenschappen studeren en werd hij trainer bij zijn lokale team.

## Trainerscarrière

### Villarreal CF (assistent)
Corberán raakte als jonge twintiger binnen bij Villarreal CF, waar hij in 2006 assistent-trainer en fysiektrainer werd van het C-elftal. Het was een professor van de faculteit die zijn naam liet vallen bij Juan Carlos Garrido, die toen aan het hoofd van de jeugdopleiding van de club stond. Villarreal C was toen actief in de Preferente, het vijfde niveau in het Spaanse voetbal. In 2007 promoveerde Villarreal C naar de Tercera División.
In 2009 schoof Corberán door naar Villarreal B, waar Garrido op dat moment hoofdtrainer was. Villarreal B had dat jaar promotie naar de Segunda División A afgedwongen. Toen Garrido in februari 2010 de opvolger van Ernesto Valverde werd als hoofdtrainer van het eerste elftal, volgde Corberán zijn spoor. Toen Garrido in december 2011 ontslagen werd, eindigde ook het avontuur van Corberán bij Villarreal.

### Al-Ittihad (assistent)
In februari 2012 kon Corberán aan de slag als assistent van de Saoedische eersteklasser Al-Ittihad, waar zijn landgenoot Raúl Caneda op dat moment hoofdcoach was. In de AFC Champions League 2012 haalden Caneda en co bijna de finale: na een 16 op 18 in de groepsfase (waarvan 10 op 12 behaald door Caneda en co) schakelde Al-Ittihad in de knock-outfase achtereenvolgens Persepolis FC en Guangzhou FC uit. In de halve finale won Al-Ittihad de finale tegen Al-Ahli met 1-0, maar in de terugwedstrijd werd het 2-0 voor Al-Ahli. Op 23 februari 2013 eindigde het Saoedische avontuur van Caneda en co.

### AD Alcorcón (jeugd)
In juli 2013 werd Corberán aangesteld als trainer van de Juvenil A-ploeg van de Spaanse tweedeklasser AD Alcorcón. In januari 2014 werd hij vervangen door José María Rico.

### Al-Nassr (assistent)
In de zomer van 2014 volgde Corberán Caneda opnieuw naar Saoedi-Arabië, ditmaal naar Al-Nassr. Caneda vertrok er in november 2014, maar ditmaal bleef Corberán aan. De Spanjaard werkte vervolgens onder hoofdtrainers Jorge da Silva en Fabio Cannavaro. In 2015 werd Al-Nassr onder Da Silva landskampioen en verloor het de finale van de Saoedische voetbalbeker na strafschoppen van Al-Hilal.
In februari 2016 keerde Caneda terug naar Al-Nassr, waardoor Corberán herenigd werd met zijn landgenoot. Ook onder Caneda verloor Corberán een bekerfinale, ditmaal tegen Al-Ahli. In de AFC Champions League 2016 waren Caneda en co minder succesvol: Al-Nassr begon in een groep met FC Bunjodkor, Lekhwiya SC en Zob Ahan FC met 5 op 9, maar pakte vervolgens 0 op 9, waardoor de club pas derde eindigde in zijn groep. Eind juni 2016 vertrok Caneda opnieuw bij Al-Nassr, ditmaal volgde ook Corberán.

### Doxa Katokopia
Op 29 november 2016 begon Corberán aan zijn eerste opdracht als hoofdtrainer: de Spanjaard werd de nieuwe trainer van de Cypriotische eersteklasser Doxa Katokopia. Op 24 januari 2017 werd hij alweer ontslagen. In acht competitiewedstrijden had Corberán slechts één keer gewonnen, namelijk zijn debuutwedstrijd tegen AEZ Zakakiou (1-0). Enkele van zijn spelers waren Henri Eninful, Rudy en Carlos Coto.

### Ermis Aradippou
Op 30 januari 2017, een week na zijn ontslag bij Doxa Katokopias, ging hij bij een andere Cypriotische club aan de slag, namelijk reeksgenoot Ermis Aradippou. Carles Coto, een van zijn spelers van bij Doxa Katokopia, maakte in de winter van 2017 dezelfde beweging.
Onder Corberán eindigde Ermis Aradippou zevende in de reguliere competitie, net onder de laagste plaats die recht geeft op de kampioenen-playoffs. In de play-downs zakte Ermis Aradippou uiteindelijk naar de negende plaats, mede doordat het een puntenaftrek van zes punten kreeg vanwege verdachte gokactiviteiten. Corberán coachte bij Ermis Aradippou onder andere Emmerik De Vriese.

### Leeds United (beloften)
Na zijn vertrek uit Cyprus stond Corberán op het punt om in Zweden te gaan trainen, maar in juli 2017 tekende hij uiteindelijk bij Leeds United, waar hij Jason Blunt verving als beloftentrainer. Toen Marcelo Bielsa in de zomer van 2018 de nieuwe hoofdtrainer van de club werd, nam de Argentijn hem ook op in zijn eigen trainersstaf. Tegelijk bleef Corberán ook trainer van de beloften, waarmee hij in het seizoen 2018/19 de Professional Development League won. Leeds eindigde eerst als eerste in de Groep Noord van de reguliere competitie en versloeg vervolgens Coventry City (tweede in Groep Zuid) en Birmingham City) in de play-offs.
In de zomer van 2019 was Corberán in beeld om hoofdtrainer te worden van de Spaanse derdeklasser Cultural Leonesa, maar de Spanjaard bleef bij Leeds. Op het einde van het seizoen 2019/20 keerde Leeds als kampioen van de Championship na zestien jaar terug naar de Premier League.

### Huddersfield Town
In juli 2020 sloeg Corberán zijn vleugels uit: op z'n 37e werd hij hoofdtrainer van de Engelse tweedeklasser Huddersfield Town. Een paar dagen eerder had zijn voorganger Danny Cowley het seizoen 2019/20, dat door de coronapandemie pas in juli 2020 werd afgewerkt, afgesloten op een teleurstellende achttiende plaats - al werd de laatste competitiewedstrijd tegen Millwall FC wel geleid door interim-trainer Danny Schofield.
Corberán kon bij Huddersfield geen gebruik meer maken van Karlan Grant, die in het seizoen 2019/20 negentien competitiegoals scoorde voor The Terriers en in oktober 2020 een transfer versierde naar West Bromwich Albion. Corberán zag onder andere ook Terence Kongolo en Steve Mounié vertrekken. Ter vervanging haalde Huddersfield onder andere Pipa, Álex Vallejo, Naby Sarr, Danny Ward en Carel Eiting. Huddersfield Town begon het seizoen 2020/21 met 0 op 6 in de competitie, maar herpakte zich vervolgens 9 op 12. De negende plaats na zes speeldagen bleek uiteindelijk het hoogtepunt van het seizoen: Huddersfield slaagde er niet in om succesreeksen op te bouwen, zakte weg in het klassement en eindigde uiteindelijk slechts twintigste op zes punten van de degradatiestreep.
In de zomer van 2021 nam Huddersfield Town op transfervrije basis afscheid van voormalig aanvoerder Christopher Schindler en andere miljoenenaankopen als Isaac Mbenza en Alex Pritchard. Ook aan inkomende zijde haalde Huddersfield vooral transfervrije spelers binnen, zoals Lee Nicholls, Tom Lees, Matty Pearson en Ollie Turton. Huddersfield Town maakte opnieuw een povere seizoensstart (1 op 6), die opnieuw gevolgd werd door een goede reeks (9 op 9). De club kampeerde een tijdje rond de potentiële play-offplaatsen, bleef van begin november 2021 tot medio februari 2023 buiten de top zes, maar eindigde mede dankzij een prima seizoensstart (19 op 21 in april en mei 2022) toch nog derde in de reguliere competitie. De club nam in de play-offs de maat van Luton Town, maar in de finale was Nottingham Forest te sterk. Begin juli 2022 nam Corberán afscheid van de club.

### Olympiakos Piraeus
Op 1 augustus 2022 kondigde de Griekse recordkampioen Olympiakos Piraeus de komst van Corberán aan. Een paar dagen later moest Olympiakos al aan de bak in de derde kwalificatieronde van de Europa League. Corberán loodste de club, die onder Pedro Martins al snel was gesneuveld in de Champions League-voorrondes, voorbij Slovan Bratislava en Apollon Limasol naar de groepsfase – al had hij daar wel telkens een strafschoppenserie voor nodig.
Corberán vond met Pipa, die in juni 2022 al was overgestapt van Huddersfield Town naar Olympiakos, een oude bekende terug in Griekenland. Het leidde niet tot een droomstart in de Super League: Olympiakos begon weliswaar met 7 op 9, maar pakte vervolgens slechts 1 op 6 tegen Volos NFC en Aris Saloniki. Na vijf speeldagen bedroeg de kloof met Panathinaikos FC, dat met 15 op 15 aan het seizoen was begonnen, al zeven punten. Olympiakos verloor bovendien zijn eerste twee groepswedstrijden in de Europa League: op 8 september 2022 won FC Nantes thuis met 2-1, een week later kwam SC Freiburg met 0-3 winnen in Griekenland. Kort na de 2-1-nederlaag tegen Aris Saloniki werd Corberán door Olympiakos op de keien gezet.

### West Bromwich Albion
Amper een maand na zijn ontslag bij Olympiakos ging Corberán aan de slag bij West Bromwich Albion, waar hij een contract van tweeëneenhalf jaar ondertekende. Hij werd er de opvolger van Steve Bruce, die op 10 oktober 2022 ontslagen werd nadat hij slechts elf punten had gesprokkeld in de eerste dertien competitiewedstrijden. De club bevond zich bijgevolgd in de kelder van het klassement.
Onder leiding van Corberán rukte de club razendsnel op: zijn eerste wedstrijd tegen Sheffield United ging weliswaar verloren, maar daarna zette West Bromwich een prima reeks neer. In de drie overige competitiewedstrijden voor de WK-break (tegen Blackpool FC, QPR en Stoke City) boekten The Baggies 9 op 9, daarna hernamen de jongens van Corberán met 12 op 15 in de vijf laatste competitiewedstrijden van het kalenderjaar – tussen de zeges tegen Sunderland AFC, Rotherham United, Bristol City en Preston North End zat enkel een 1-0-nederlaag in de inhaalwedstrijd tegen Coventry City. Na de 2-3-zege bij Luton Town dook West Bromich voor het eerst dat seizoen de top zes in. The Baggies zakten uiteindelijk terug in het klassement eindigden uiteindelijk negende, op slechts drie punten van een play-offplaats.
In februari 2024 brak de club het contract van Corberán open tot medio 2027. Daarmee bood het een antwoord op de interesse van zijn ex-club Leeds United, die aan Corberán dacht om de ontslagen Jesse Marsch te vervangen. West Bromwich eindigde dat seizoen vijfde in de Championship, waardoor ze zich op de slotspeeldag van de reguliere competitie voor het eerst sinds de degradatie uit de Premier League in 2021 plaatsten voor de promotie-playoffs. Daarin visten The Baggies in de halve finale al achter het net: thuis werd Southampton FC op 0-0 gehouden, maar vijf dagen later ging de ploeg van Corberán met 3-1 onderuit in het St. Mary's Stadium.
West Bromwich begon uitstekend aan het seizoen 2024/25: na zes competitiespeeldagen had de club enkel met de punten gemorst tegen Leeds United, waardoor de club na zes speelrondes aan de leiding stond met 16 op 18. West Bromwich kende zo zijn beste start van het seizoen sinds het seizoen 1992/93. Het succes bleef evenwel niet duren: op 28 september 2024 leed West Bromwich zijn eerste competitienederlaag van het seizoen (3-2 tegen Sheffield Wednesday), drie dagen later gingen The Baggies ook de boot in tegen Middlesbrough FC. Daarna speelde West Bromwich maar liefst zes keer op rij gelijk in de competitie. Op 10 november 2024 boekte Corberán op bezoek bij Hull City voor het eerst in anderhalve maand nog eens een competitiezege, maar vervolgens speelde West Bromwich weer viermaal op rij gelijk in de competitie. Door de vele gelijke spelen nam West Bromwich geleidelijk aan een duik in het klassement: na negentien speeldagen stond de ploeg van Corberán nog maar achtste, weliswaar op slechts twee punten van de play-offplaatsen.
Op 24 december 2024 kondigde West Bromwich aan dat Corberán, die na het 2-2-gelijkspel tegen Sheffield United nog 6 op 9 pakte in de competitie, op weg was naar Valencia CF. De Spanjaard trok in de kerstperiode effectief na meer dan twee jaar de deur van The Hawthorns achter zich dicht voor een terugkeer naar eigen land.

### Valencia CF
Op 25 december 2024 kondigde Valencia aan dat Corberán een contract tot 2027 had ondertekend bij de club, die op dat moment in de kelder van de Primera División vertoefde.
1 Doménech ·
2 Caufriez ·
3 Mosquera ·
4 Diakhaby ·
5 Barrenechea ·
6 Guillamón ·
7 Canós ·
8 Guerra ·
9 Duro ·
10 Almeida ·
11 Mir ·
12 Correia ·
13 Dimitrievski ·
14 Gayà  ·
15 Tárrega ·
16 López ·
17 Gómez ·
18 Pepelu ·
20 Foulquier ·
21 Vázquez ·
22 Rioja ·
23 Pérez ·
24 Gąsiorowski ·
25 Mamardasjvili ·
30 Valera ·
Coach: Baraja